# Trade Tower (Tel Awiw)
Trade Tower (hebr. טרייד טאוור) – biurowiec w osiedlu Menaszijja w mieście Tel Awiw, w Izraelu.

## Historia
W latach 70. XX wieku rozpoczęto tworzenie centrum biznesowo-handlowego Centrum Tekstylne, które znajdowało się w bezpośrednim sąsiedztwie Parku Charlesa Clore’a. Na wzór amerykańskich obszarów metropolitalnych przygotowano plan architektoniczny, który przewidywał budowę wysokich biurowców, szerokich dróg dojazdowych i dużych parkingów. Pierwsze wieżowce zaczęły powstawać w 1978. Obecnie znajduje się tutaj duże centrum biznesowe miasta.
Całe centrum zostało wybudowane na jednej wspólnej platformie, będącej podstawą do budowy kolejnych budynków. W podstawie mieszczą się centra handlowe, parkingi oraz wejścia do biurowców. Pomiędzy biurowcami znajduje się duży centralny dziedziniec. Wokół niego wzniesiono parami sześć wieżowców: dwa po stronie południowej, dwa po stronie północnej i dwa pośrodku. Pierwszym wieżowcem, który powstał w 1978 w północno-zachodnim rogu kompleksu, był Dom Gibor. W 1980 po jego wschodniej stronie wybudowano prawie bliźniaczy wieżowiec Dom Przemysłu. Następnie w 1984 w południowo-zachodnim rogu kompleksu wybudowano Textile and Fashion Center, który odgrywa centralną funkcję w Centrum Tekstylnym. W 1990 po zachodniej stronie środkowej części kompleksu wybudowano biurowiec Sharbat House 1. W 1992 wybudowano jego bliźniaczą wieżę Sharbat House 2, położoną po wschodniej stronie środkowej części kompleksu. W ostatnim, południowo-wschodnim rogu kompleksu planowano wybudowanie bliźniaczego wieżowca Textile and Fashion Center. Ostatecznie zdecydowano się na zupełnie odmienną koncepcję i w miejscu tym wzniesiono Trade Tower, który od strony wewnętrznego dziedzińca przypomina Textile and Fashion Center, natomiast po stronie zewnętrznych ulic ma zaokrąglone kształty.

## Dane techniczne
Budynek ma 21 kondygnacji i wysokość 68 metrów.
Wieżowiec wybudowano w stylu modernistycznym. Wzniesiono go ze stali i betonu. Elewacja jest wykonana z granitu i szkła, w kolorach granatowym i jasnym brązie.
Wieżowiec jest wykorzystywany jako biura prywatnych firm handlowych. Znajduje się tu także ambasada Włoch.